# Susijärvi (sjö i Björneborg, Satakunta)
Susijärvi är en sjö i kommunen Björneborg i landskapet Satakunta i Finland. Sjön ligger 61,4 meter över havet. Arean är 70 hektar och strandlinjen är 12,02 kilometer lång. Sjön  ingår i Karvia å huvudavrinningsområde.   Den ligger omkring 43 kilometer öster om Björneborg och omkring 210 kilometer nordväst om Helsingfors. 